# Білоградовка (Тимірязєвський район)
Білогра́довка (каз. Белоградов) — село у складі Тимірязєвського району Північноказахстанської області Казахстану. Адміністративний центр та єдиний населений пунктБілоградовського сільського округу.
Населення — 337 осіб (2021; 431 у 2009, 727 у 1999, 520 у 1989).
Національний склад станом на 1989 рік:
- росіяни — 37 %
- казахи — 33 %.